# Noah Webster

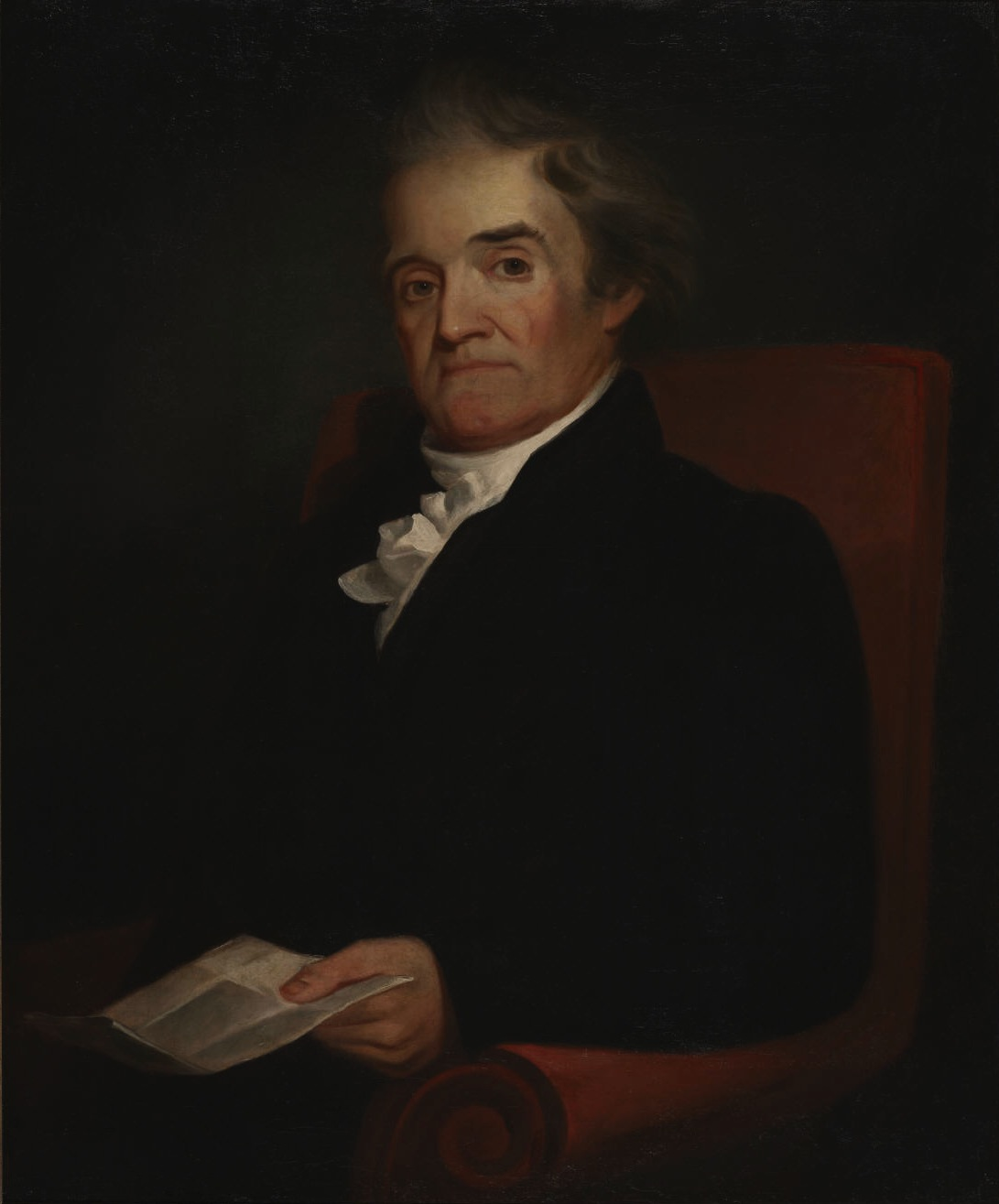
Noah Webster, mal. Samuel Finley Breese Morse

Noah Webster (ur. 16 października 1758 w West Hartford w stanie Connecticut, zm. 28 maja 1843 w New Haven) – amerykański leksykograf, autor podręczników, reformator ortografii.
W 1806 r. opublikował swój pierwszy słownik języka angielskiego, a w 1828 – pierwsze wydanie Amerykańskiego słownika języka angielskiego Webstera (Webster’s American Dictionary of the English Language) – prawo do tego tytułu zostało zastrzeżone 14 kwietnia tego samego roku.
Webster w swych słownikach dokonał zmian w pisowni wielu wyrazów, aby była ona bardziej zgodna z wymową. W ten sposób powstały liczne różnice pomiędzy konwencjami ortograficznymi amerykańskiej i brytyjskiej odmiany angielszczyzny.
Słownik Webstera zyskał taką popularność, że dla wielu Amerykanów wyraz „Webster’s” stał się synonimem wyrazu „słownik”. W wyniku tego, z czasem tytuł dzieła przestał być chroniony prawem autorskim – obecnie wielu wydawców używa nazwiska Webster w tytułach własnych słowników.
Słownikiem kontynuującym najlepsze tradycje leksykograficzne Noaha Webstera jest słownik Merriam–Webster. Bracia Merriam odkupili prawa do oryginału od spadkobierców Webstera po jego śmierci w 1843 roku.